# Oligostigma irisalis
Oligostigma irisalis là một loài bướm đêm trong họ Crambidae.